# Heiligenkreuz im Lafnitztal
Heiligenkreuz im Lafnitztal je městys v rakouské spolkové zemi Burgenland v okrese Jennersdorf. Území obce sousedí s Maďarskem.
K 1. lednu 2015 zde žilo 1 236 obyvatel.